# Nina Rosić
Nina Rosić (Belgrado, 5 maggio 1990) è una pallavolista serba.
Gioca nel ruolo di libero nella Ženski odbojkaški klub Crvena zvezda.

## Carriera
Cresciuta a livello giovanile nell'Odbojkaški Klub Obilić, la carriera professionistica di Nina Rosić inizia nel 2006, tra le file della Ženski odbojkaški klub Crvena zvezda. Nelle quattro stagioni in cui indossa la maglia della Stella Rossa si aggiudica un campionato ed una Coppa di Serbia; in ambito europeo partecipa due volte alla final-four di Coppa CEV: nel 2008 chiude al terzo posto, venendo anche premiata come miglior libero del torneo, e nel 2010 giunge fino in finale. Nel 2007 vince la medaglia d'argento al campionato europeo pre-juniores. Nel 2009 debutta in nazionale maggiore, vincendo la medaglia d'oro alla European League.
Nel 2010 viene ingaggiata per la prima volta all'estero dal Volleyballclub Voléro Zürich, con cui si aggiudica tre scudetti, tre Coppe di Svizzera e due edizioni della Supercoppa svizzera. Nella stagione 2013-2014 passa all'Entente Sportive Le Cannet-Rocheville Volley-Ball, squadra della League A francese.
Torna in Serbia nella stagione 2014-15 per difendere nuovamente i colori della Ženski odbojkaški klub Crvena zvezda.

## Vita privata
È la sorella minore del pallavolista Nikola Rosić, che come lei gioca nel ruolo di libero.

## Palmarès

### Club
- Campionato serbo: 1

2009-10
- Campionato svizzero: 3

2010-11, 2011-12, 2012-13
- Coppa di Serbia: 1

2009-10
- Coppa di Svizzera: 3

2010-11, 2011-12, 2012-13
- Supercoppa svizzera: 2

2010, 2011

### Nazionale (competizioni minori)
- Campionato europeo pre-juniores 2007
- European League 2009

### Premi individuali
- 2008 - Coppa CEV: Miglior libero